# Delphacinus mesomelas
Delphacinus mesomelas är en insektsart som först beskrevs av Karl Henrik Boheman 1850.  Delphacinus mesomelas ingår i släktet Delphacinus och familjen sporrstritar. Enligt den finländska rödlistan är arten nära hotad i Finland. Arten är reproducerande i Sverige. Artens livsmiljö är torra gräsmarker. Inga underarter finns listade i Catalogue of Life.